# Blues pro bláznivou holku
Blues pro bláznivou holku je básnická sbírka Václava Hraběte, jež vyšla roku 1990 u nakladatelství Československý spisovatel. Knihu připravili z autorovy pozůstalosti a dalších pramenů recitátor Miroslav Kovářík, Hrabětův syn Jan Miškovský a básník Jaromír Pelc. Kniha je rozdělena do dvou částí. První část, nazvaná „Blues pro bláznivou holku“, obsahuje celkem 12 básní (Prolog, Podzim, Variace na renesanční téma, Ospalé něžnosti, Krátká báseň o Praze, Romance, Infekce, Blues na památku Vladimíra Majakovského, Ty, Ukolébavka, Zavři oči, Báseň skoro na rozloučenou), které Hrabě připravoval pro básnickou sbírku, kterou však sám nikdy nevydal. Druhá část je nazvaná „...a jiné básně“ a obsahuje množství dalších básní řazených podle abecedy.
V roce 1995 vyšla kniha v novém vydání pod názvem Blues, s podtitulem Blues pro bláznivou holku a jiné básně, u nakladatelství Labyrint. Další vydání vyšlo opět u Labyrintu v roce 1999 a bylo doplněno o další básně, takže druhá část knihy jich obsahuje 71.

## Témata a myšlenky díla
V první básni „Prolog“ autor upozorňuje, že jeho poezie patří do ruky hlavně obyčejným lidem (posílá ji pak hlavně těm, jež znal, ať už přátelům či láskám), nikoli hloubavým intelektuálům. Častým námětem je pak autorova láska k milované dívce (např. báseň „Infekce“).

## Vydání
- HRABĚ, Václav. Blues pro bláznivou holku. Příprava vydání Jaromír Pelc, Miroslav Kovářík, Jan Miškovský. Praha: Československý spisovatel, 1990. 257 s. ISBN 80-202-0201-3.
- HRABĚ, Václav. Blues : Blues pro bláznivou holku a jiné básně. Příprava vydání Jaromír Pelc, Miroslav Kovářík, Jan Miškovský. Praha: Labyrint, 1995. 142 s. ISBN 80-901289-8-X.
- HRABĚ, Václav. Blues : Blues pro bláznivou holku a jiné básně. Příprava vydání Jaromír Pelc, Miroslav Kovářík, Jan Miškovský. 2. vyd. Praha: Labyrint, 1999. 172 s. ISBN 80-85935-11-2.